# Ziggy Marley
David Nesta "Ziggy" Marley (ur. 17 października 1968 w Kingston) – jamajski muzyk roots reggae, lider zespołu Ziggy Marley and the Melody Makers, najstarszy syn Boba Marleya. Zainteresowanie muzyką przejawiał od dzieciństwa, a swoje przybrane imię zawdzięcza słynnemu hitowi Davida Bowiego, "Ziggy Stardust". W wieku 10 lat, wraz z siostrami Cedelią i Sharon oraz bratem Stephenem, wziął udział w nagraniu piosenki ojca "Children Playing In The Streets", co jest uznawane za początek zespołu The Melody Makers, w której występował wraz z przyrodnim rodzeństwem. Następny ich wspólny występ odbył się na pogrzebie Boba Marleya w 1981 roku. Cztery lata później światło dzienne ujrzała debiutancka płyta The Melody Makers Play The Game Right, która przynosiła porcję muzyki reggae mocno inspirowanej dokonaniami Króla. Album nie zyskał jednak planowanego sukcesu komercyjnego.

## Kariera solowa
Love Is My Religion to druga solowa płyta Ziggy'ego. Składa się na nią dwanaście piosenek skomponowanych przez Marleya. Autor nagrał większość partii instrumentów, partii wokalnych oraz współprodukował album razem z Rossem Hogarthem, zdobywcą nagrody Grammy. Inspiracją dla Marleya było życie prywatne, światowa polityka oraz problemy socjalne najuboższych. Album odkrywa także prywatne poglądy artysty na sprawy, które otaczają każdego współczesnego człowieka.
Jednym z tematów przewodnich płyty jest prawdziwa przyjaźń, o jaką w dzisiejszych czasach naprawdę trudno oraz zdanie Ziggy'ego "ludzie muszą słuchać, innych i swego serca, wtedy będą naprawdę szczęśliwi".

## Życie prywatne
Ma synów Daniela i Gideona Roberta oraz córki Justice, Zuri i Judah. Jest żonaty z Orly Marley, wiceprezydentem William Morris Agency.

## W zespoleMelody Makers
Początki zespołu Melody Makers sięgają roku 1979, kiedy Bob Marley napisał utwór "Children Playing In The Streets" ("Dzieci bawią się na ulicach, pośród śmieci i rozbitych butelek. Żyjąc w ciemności poszukują światła"). Sześć lat później ten sam utwór znalazł się na debiutanckim albumie grupy. Rok później nagrany został LP Hey World!. Zrealizowany został w firmie Virgin, z którą Rita Marley podpisała umowę, po rozwiązaniu poprzedniej z firmą EMI. Jordan Harris, jeden z głównych menadżerów firmy Virgin mówił o Ziggym: "Ludzie, którzy dotychczas prowadzili interesy Ziggy'ego nie rozumieli tego, co mają. Myślę, że chcieli wykreować jeszcze jedną gwiazdę nastolatków w stylu pop. A ja myślę, że to brzmienie i muzyka – to propozycja dla dziewiętnastolatków. Trzy do pięciu lat od tego momentu i Ziggy Marley będzie jednym z najważniejszych muzyków tego świata". W rzeczywistości jednak kolejne jego albumy przyjmowane są dość krytycznie.

## Dyskografia
- 1986: Hey World!
- 1988: Conscious Party (nagrodzony nagrodą Grammy)
- 1989: One Bright Day (Grammy)
- 1991: Jahmekya
- 1993: Joy and Blues
- 1995: Free Like We Want 2 B
- 1997: Fallen is Babylon (Grammy)
- 1999: Spirit of Music
- 2003: Dragonfly (płyta solowa)
- 2006: Love Is My Religion (płyta solowa, Grammy)
- 2008: In Jamaica
- 2009: Family Time
- 2011: Wild And Free (płyta solowa)